# Повстання народу рохінджа на Заході М'янми
Повстання народу рохінджа на Заході М'янми — серія збройних конфліктів що триває на території штату Ракхайн і ведеться між збройними силами М'янми проти представників релігійної та національної меншини, народу рохінджа.
У 2012, 2013 та 2016-2017 роках конфлікт призвів до великих етнічних міграцій.

## Причини
Рохінджа (Рогінджа, іноді Рогінґ'я, Ruáingga /ɾuájŋɡa/, бірм. ရိုဟင်ဂျာ rui hang ja /ɹòhɪ̀ɴd͡ʑà/, бенг. রোহিঙ্গা Rohingga/ɹohiŋɡa/) - народ, який за власним тлумаченням сформувався з арабських торговців, тому він тісно пов'язаний з ісламом. Мова народу рогінджа з точки зору лінгвістичної класифікації належить до бенгальсько-ассамської підгрупи індоарійських мов індоіра́нської мо́вної групи індоєвропейської мовної сім'ї.   
Починаючи з 1970-х задіяний у збройних зіткненнях з буддистами та націоналістами.

## Передумови
У травні 1946 лідери мусульман що проживають на території штату Аракан попросили у лідера Пакистану (який тоді контролював сусідній Бангладеш під назвою Східного Пакистану) Мухаммеда Алі Джинна анексувати регіони їхнього проживання для встановлення в регіоні ісламського панування. Після відмови був сформований мусульманський союз північного Аракану, що вимагав у уряду Бірми відокремлення двох сіл, на що отримав різко негативну реакцію.

## Перший конфлікт
У 1947 Мір Касім сформував маджохедський рух і взявся до захоплення державних територій. У результаті багато мусульман було вимушено тікати у Східний Пакистан.[неякісне джерело]
У листопаді 1948 у Північному Аракані було оголошено воєнний стан, до регіону було відправлено 5-ий бірманський піхотний і 2-й основний батальйон. До червня державні війська контролювали лише місто Ак'яб, проте невдовзі відтіснили повстанців-маджохедів у північні джунглі регіону Маю.[джерело?]
У 1950 уряд Пакистану висловив зауваження щодо дій М'янми в регіоні. Сторони дійшли компромісу, в результаті якого Міра Касіма було видано М'янмі, з огляду на міграцію мусульман з регіону.
Того-ж року державні війська провели дві наступальні операції спрямовані на знищення решток маджохедів, лідери яких масово здавалися до полону. Цей процес тривав до кінця десятиліття. Командувачі що відмовилися здати зброю, такі як Зафар Кавал, пізніше стали контрабандистами.

## Другий конфлікт
15 липня 1972 року Зафар Кавал організував партію звільнення рохінджа якою згуртував колишніх маджохедів. У період між 1972-1974 їх чисельність зросла від 200 до 500 чоловік, що отримували зброю із сусіднього Бангладешу (колишнього Східного Пакистану).
Того-ж року повстанці були розбиті і втекли за кордон. Інший колишній лідер моджахедів Мухаммед Джафар Хабіб (анг. Muhammad Jafar Habib) 1973 року сформував Фронт рохінджійських патріотів, що налічував 70 бійців і був знищений під час Операції Царя Дракона.
Наступних півтори десятиліття боротьба за незалежність північного Аракану носила дипломатичний характер.

## Третій конфлікт
На початку 1990-х рохінджійські збройні угрупування володіли великими запасами західної і радянської зброї, з якими розпочали нову війну. Військами М'янми було організовано тактично невдалу операцію «Чиста та прекрасна нація», у ході якої маджохедів було зупинено, проте не роззброєно.
28 жовтня 1998 організації ісламський фронт араканських рохінджа та національну організацію араканських рохінджа було об'єднано у Араканськорохінджійську національну організацію, збройним крилом якої стала національну рохінджійську армію.

## Четвертий конфлікт
9 жовтня 2016 сотні невідомих бойовиків напали на три прикордонні бази урядових військ та розграбували їх. Влада швидко вжила відповідних заходів із знищення бойовиків. Протягом конфлікту 475 сепаратистів і 45 військовослужбовців було вбито.
У результаті конфлікту тисячі представників рохінджа втекли до сусіднього Бангладешу.